# Кэмпбелл, Джон, 1-й барон Кэмпбелл
Джон Кэмпбелл, 1-й барон Кэмпбелл (англ. John Campbell, 1st Baron Campbell; 1779—1861) — английский юрист и политик.

## Биография
Джон Кэмпбелл родился 17 сентября 1779 в шотландском округе Файф в семье священника. По окончании курса в Шотландском университете Святого Андрея стал работать в Лондоне в адвокатом.

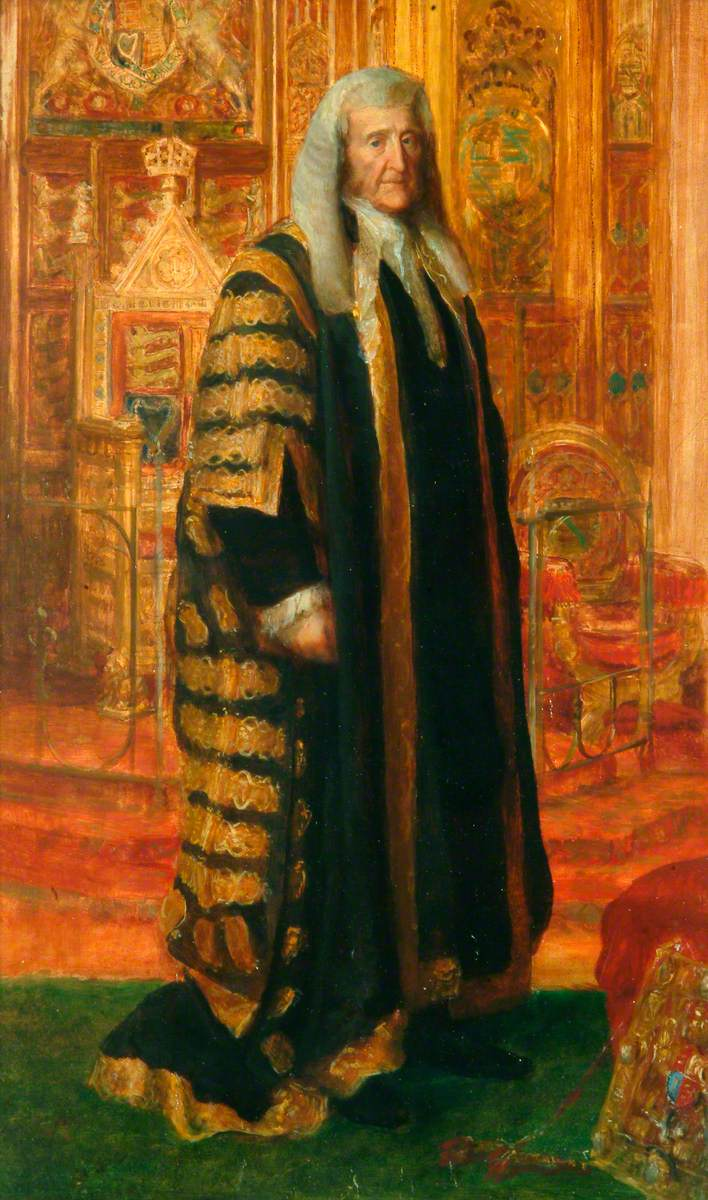
Джон Кэмпбелл
(худ. Джордж Фредерик Уоттс)

Избранный в 1830 году в палату общин Великобритании, примкнул к либеральной партии и в 1831—1832 годах принимал деятельное участие в проведении парламентской реформы.
Как выдающийся юрист, Кэмпбелл в 1832 году был назначен генерал-солиситором, а в 1831 году — генерал-атторнеем.
В 1841 году, незадолго до выхода в отставку кабинета Мельбурна, Кэмпбелл был назначен лордом-канцлером Ирландии и возведён в звание пэра.
В 1841—1845 годах он написал обширную работу «The Lives of the Lords Chancellors and keepers of the great seal» (8 изд. 1873).
При образовании в 1846 году либерального кабинета лорда Рассела Кэмпбелл вступил в министерство в качестве канцлера герцогства Ланкастерского, а в 1850 году назначен лордом главным судьёй суда королевской скамьи. В парламенте лорд Кэмпбелл имел большое влияние. Важнейшие заслуги его — проведение акта о литературной собственности (1842) и особенно законов о печати 1843 и 1846 годов (известных под названием Lord Campbell’s Acts), которые внесли значительные улучшения в судопроизводство по делам печати.
В кабинете Пальмерстона, образованном в 1859 году, Кэмпбелл получил пост лорда-канцлера Великобритании и занимал его до конца жизни.
Джон Кэмпбелл, 1-й барон Кэмпбелл умер 23 июня 1861 года в британской столице.
Кроме упомянутого сочинения Кэмпбелл издал: «The Lives of the Chief Justices of England» (3 изд., 1874); «Speeches at the Bar and in the House of Commons» (1842) и другие труды.
Mrs. Hardcastle, дочь Кэмпбелла, издала в 1881 году его биографию под заглавием «Lord Chancellor Campbell, his Life and Letters».